# Szczytno

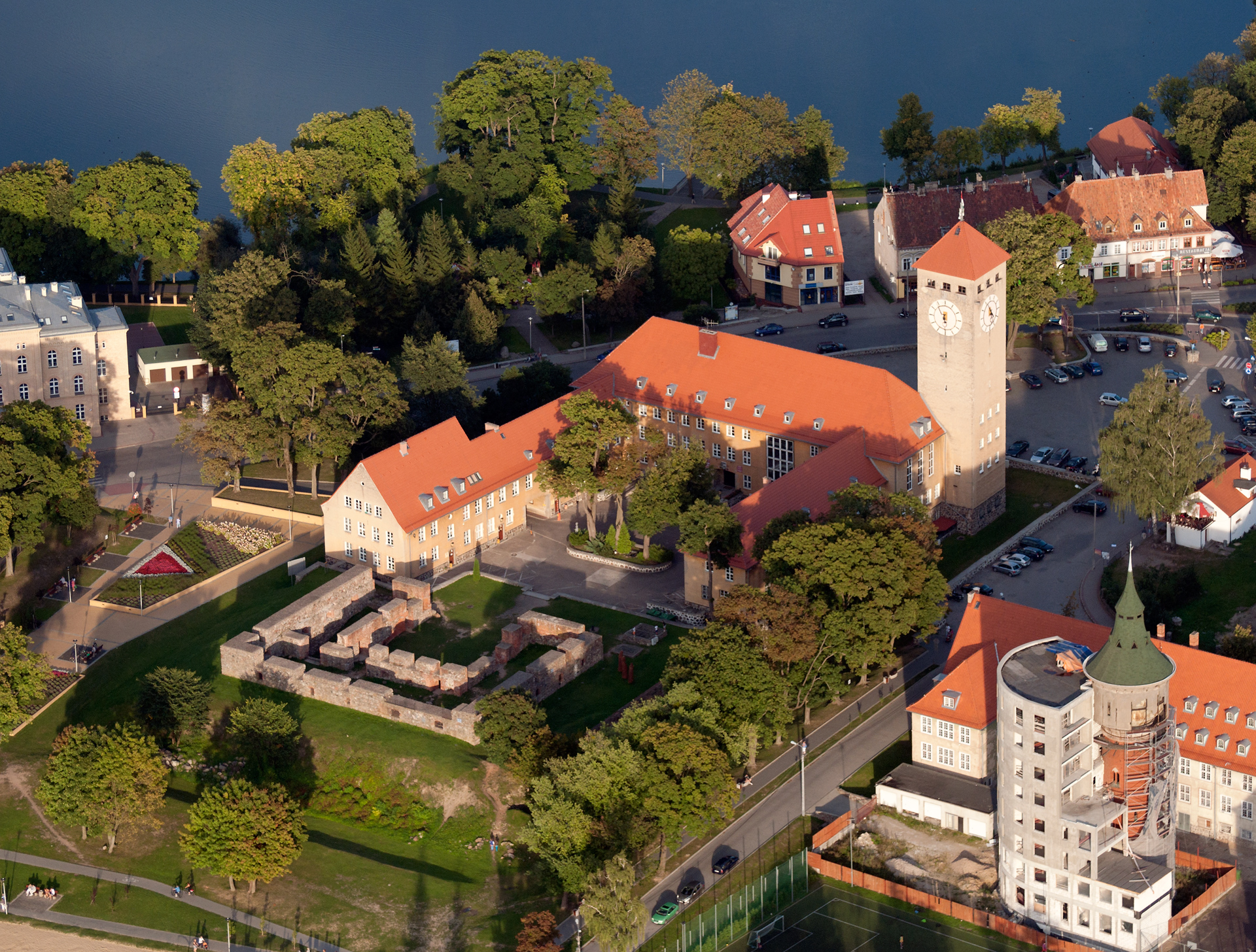
Schlossruine und Rathauskomplex von oben

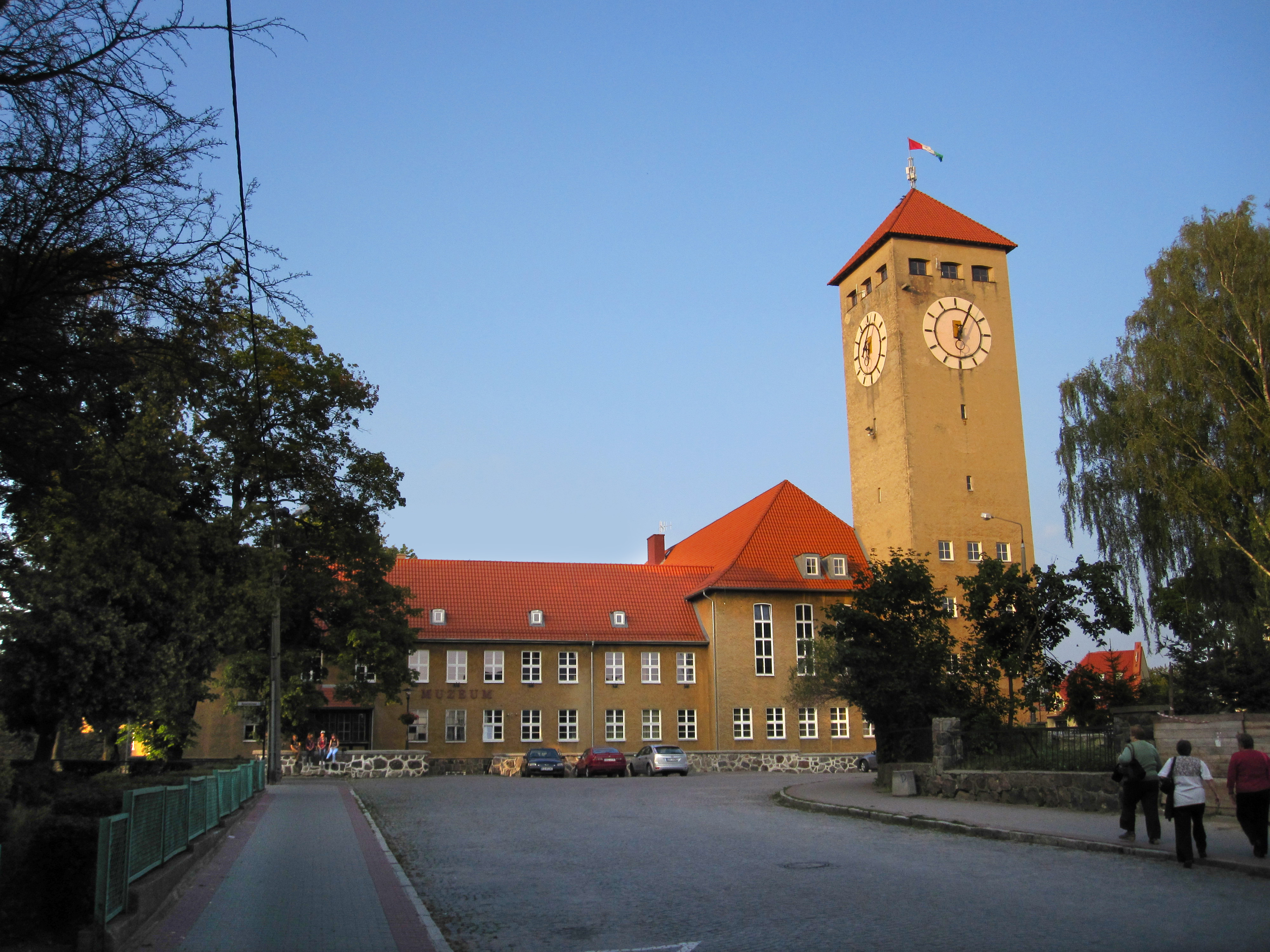
Rathaus von Szczytno, erbaut 1936/1937

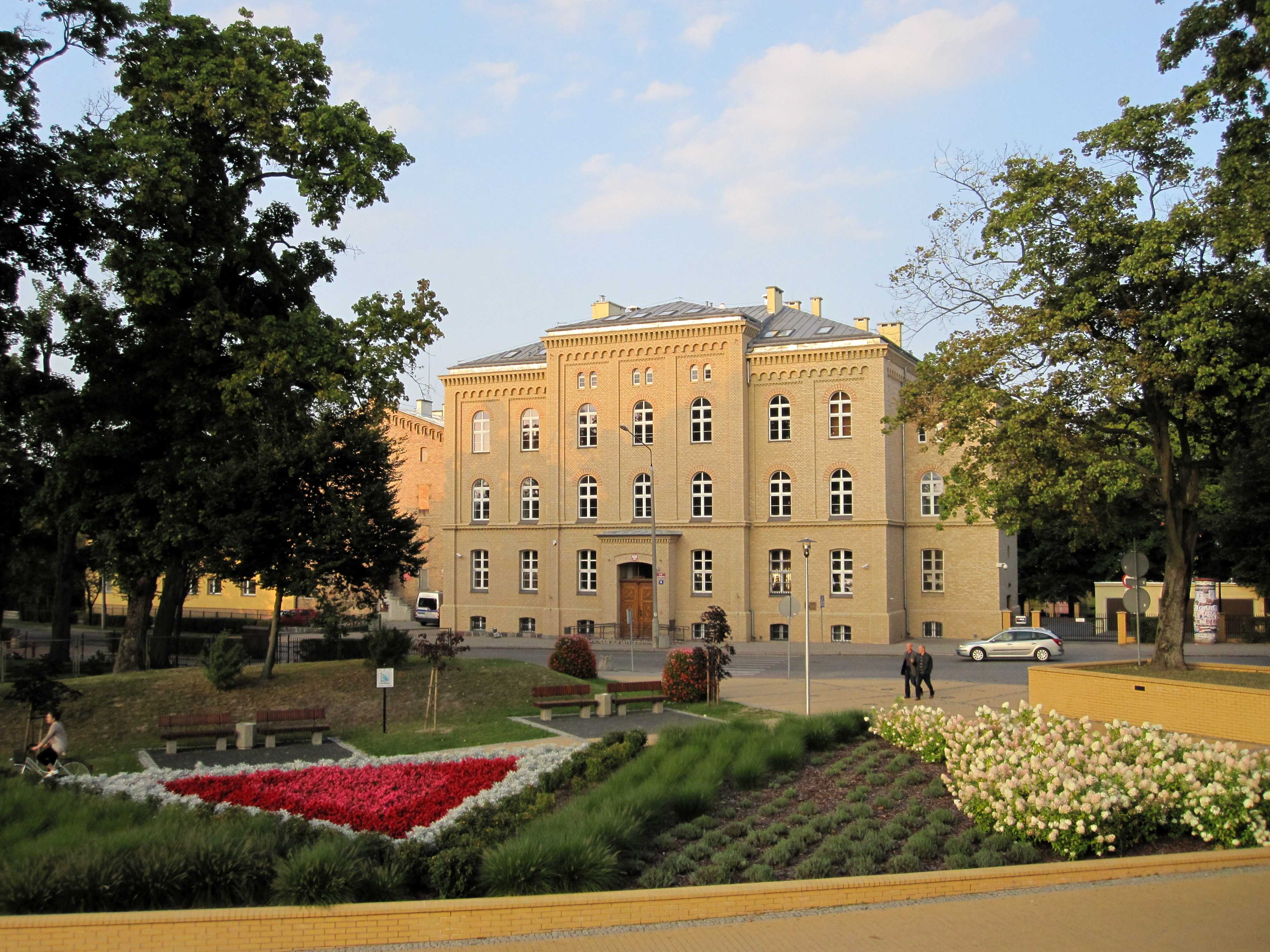
Bezirksgericht, erbaut von 1867 bis 1869

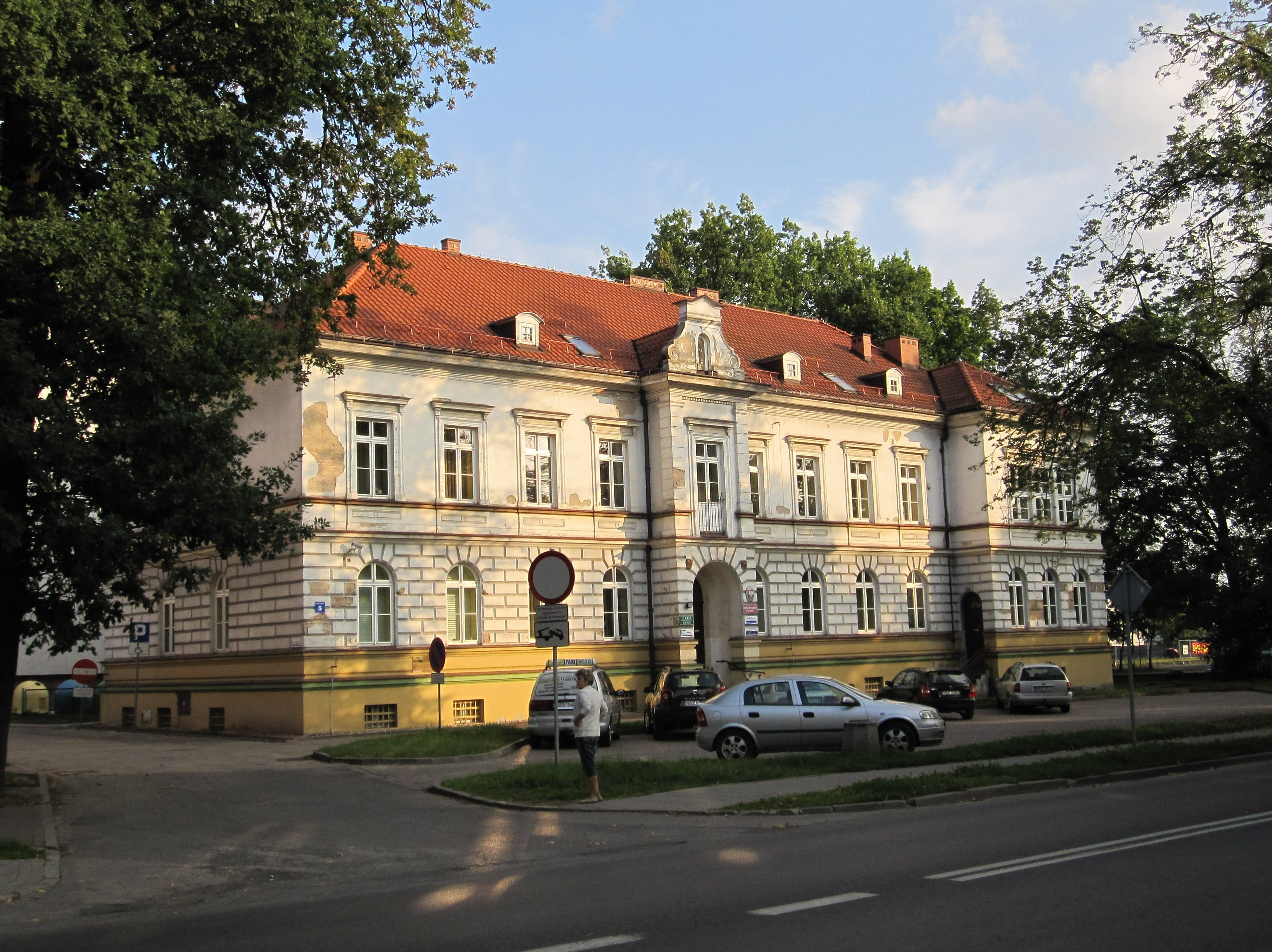
Ehemalige Kreisverwaltung von 1885

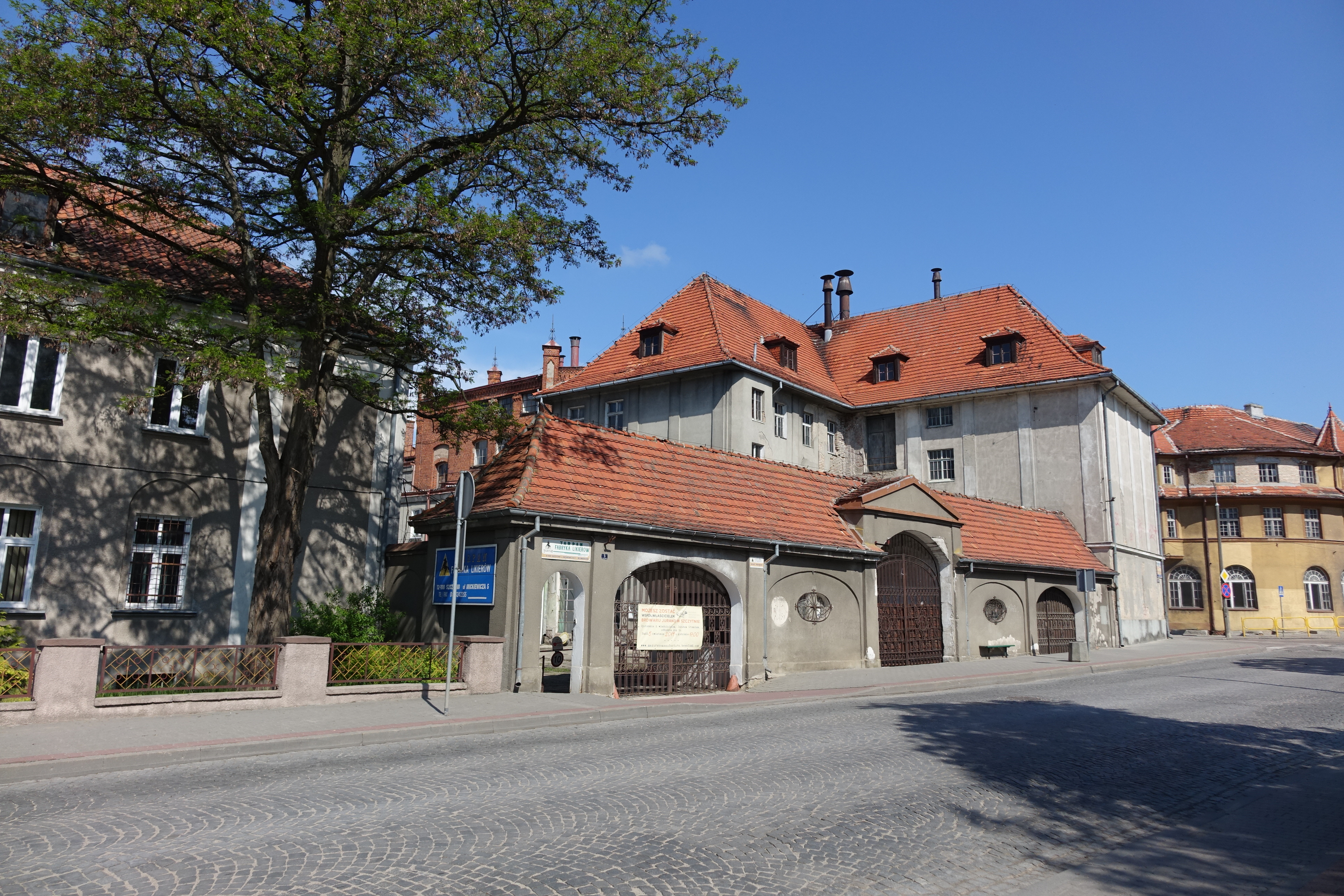
Ehemalige Schlossbrauerei Ortelsburg, erbaut von 1895 bis 1898

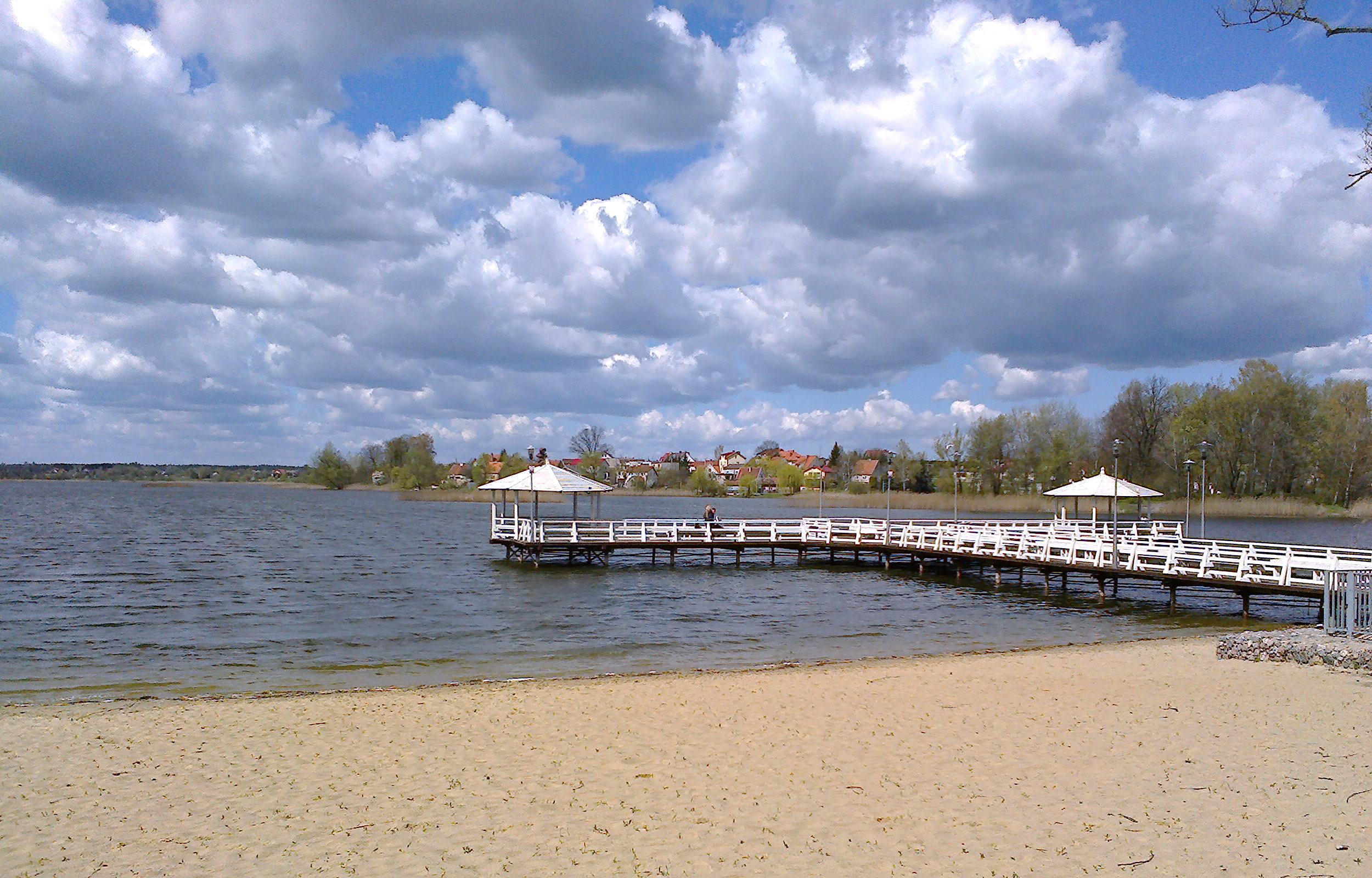
Stadtstrand am Jezioro Długie (powiat szczycieński)

Szczytno [ˈʃʧɨtnɔ] (deutsch Ortelsburg) ist eine Kreisstadt im Süden der Woiwodschaft Ermland-Masuren in Polen. Sie ist eine Stadtgemeinde mit etwa 23.250 Einwohnern und Sitz des Powiat Szczycieński.

## Geographische Lage
Szczytno liegt im masurischen Seengebiet, am Südostrand der Allensteiner Seenplatte auf der Równina Mazurska 147 Meter über dem Meeresspiegel im historischen Ostpreußen. In unmittelbarer Nähe liegen der Große und Kleine Haussee (Jezioro Domowe Duże, Jezioro Domowe Małe). Während sich nördlich die bis zu 200 Meter hohen Damerauberge erheben, ist die übrige Landschaft von Wäldern geprägt.

## Geschichte

### Ortsgeschichte
Die Ortsgründung geht auf die Ordensfeste Hauß Ortelßburg zurück, die zwischen 1350 und 1360 auf der Landverbindung zwischen dem Großen und dem Kleinen Haussee aus Holz und Erde errichtet wurde. Der Deutsche Orden nutzte sie als Grenzfeste gegenüber dem nahen, polnisch beherrschten Masowien und als Stützpunkt zur Besiedlung des als Urwald vorgefundenen ehemaligen Prußengaus Galinden, der südlich der bisher eroberten und besiedelten Gebiete lag und allgemein als „Wildnis“ bezeichnet wurde. Ein Pfleger des Ordens, der der Komturei Elbing unterstand, hatte seinen Sitz auf der Burg. Der Name der Ortelsburg wird zurückgeführt auf den Großgebietiger und Obersten Spittler des Ordens, Ortloff von Trier, der in seiner Eigenschaft als Komtur von Elbing mit einer Urkunde vom 24. September 1360 die Ansiedlung von Einwanderern aus Masowien veranlasste. Ihre Siedlung entstand zunächst auf der Nordseite des Kleinen Haussees, und sie lebten vorwiegend von der Imkerei. Bienenzüchter wurden zu dieser Zeit als Beutner bezeichnet, und so entstand für die neue Siedlung der Name Beutnerdorf (polnisch Bartna Strona).
Im Jahre 1370 fiel die Ortelsburg den Kämpfen zwischen dem Deutschen Orden und den Litauern zum Opfer. Unter ihrem Anführer Kynstut zerstörten die Litauer die Burg. Der Orden wollte seinen Stützpunkt jedoch nicht aufgeben und errichtete sofort eine neue Burg, die diesmal widerstandsfähiger war und aus Stein errichtet wurde. Während des Dreizehnjährigen Krieges (1454–1466) war sie hart umkämpft und wurde mehrfach von beiden Kriegsparteien besetzt.
Nach der 1525 erfolgten Säkularisation des Ordensstaates und Umwandlung in das weltliche Herzogtum Preußen wurde die Ortelsburg zum Sitz des Amtshauptmannes für das dem Oberländischen Kreis unterstehende Hauptamt Ortelsburg. Dem Hauptamt seinerseits unterstanden die Ämter Willenberg und Passenheim. Da das Herzogtum zu dieser Zeit unter der Lehnshoheit Polens stand, verlor die Ortelsburg ihre Bedeutung als Grenzfeste und begann zu verfallen.
Herzog Georg Friedrich, der die Gegend als sein Jagdrevier auserkoren hatte, stoppte die endgültige Zerstörung und baute die Burg ab 1580 zu einem Jagdschloss um. Viele der mit den Bauarbeiten beschäftigten Handwerker ließen sich bei der Burg nieder und gründeten 1581 unabhängig von der bereits bestehenden Ortschaft Beutnerdorf die Gemeinde Ortelsburg. Als der Amtshauptmann Andreas von Eulenburg um 1600 der neuen Gemeinde die Bierbrau- und Ausschankrechte verleihen wollte, kam es zu Auseinandersetzungen mit dem benachbarten Passenheim, das wirtschaftliche Einbußen befürchtete. Auf dem Höhepunkt der Streitigkeiten kam es auf den zwischen den Orten gelegenen Feldern zu einem regelrechten Waffengefecht. Der über Jahre andauernde Streit wurde erst am 23. März 1616 mit dem von Kurfürst Johann Sigismund verliehenen „Fundationsprivileg“ beendet. Mit dieser Urkunde erlangte Ortelsburg seine rechtliche Selbständigkeit einschließlich des Braurechts.
1629 trafen sich der brandenburgische Kurfürst Georg Wilhelm und der polnische König Władysław IV. Wasa zur Vorbereitung des Christburger Waffenstillstands, der de facto den Ersten Polnisch-Schwedischen Krieg beendete. Mehrere Brände und die 1656 ausgebrochene Pest warfen die Gemeinde immer wieder in ihrer Entwicklung zurück. Die im gleichen Jahr in den Süden des Landes eingefallenen Tataren richteten ebenfalls große Schäden an und töteten zahlreiche Einwohner. Erneut wurden viele Tote während der Pestepidemie in den Jahren 1709 bis 1711 beklagt. Obwohl nur etwa 400 Einwohner zählend, wurde Ortelsburg jedoch 1723 durch den preußischen König Friedrich Wilhelm I. das Stadtrecht verliehen. 1744 wurde Ortelsburg preußische Garnisonsstadt und beherbergte ein Feldjägerkorps, das sich später als „Ortelsburger Jäger“ wegen seiner ausgezeichneten Kundschafter und Scharfschützen einen guten Namen machte.
Anlässlich einer preußischen Verwaltungsreform wurde 1752 der Oberländische Kreis aufgelöst, und das Hauptamt Ortelsburg wurde in den neu geschaffenen Kreis Neidenburg eingegliedert. Während des preußisch-napoleonischen Krieges hielt sich das preußische Königspaar, Friedrich Wilhelm III. und Königin Luise, auf seiner Flucht aus Berlin vom 21. November bis 19. Dezember 1806 in Ortelsburg auf. Hier verfasste der König am 1. Dezember das „Publicandum an die Armee und das deutsche Volk“, mit dem er seine Maßnahmen zur Erneuerung der Armee und der Zentralverwaltung bekanntgab (so genanntes Ortelsburger Publikandum). Am 31. Dezember 1806 besetzte die napoleonische Armee die Stadt und plünderte sie aus. Bis 1812 hatte Ortelsburg die Einquartierungskosten zu tragen.
Am 1. Februar 1818 wurde Ortelsburg im Zuge einer erneuten Verwaltungsreform zur Kreisstadt des neuen gleichnamigen Kreises erhoben. Mitte des 19. Jahrhunderts waren die späteren Reichsstraßen R 128 von Königsberg über Ortelsburg nach Willenberg und die R 134 von Ortelsburg nach Allenstein als Chausseen ausgebaut worden und 1883 erfolgte der Anschluss an die Eisenbahnstrecke Allenstein–Johannisburg. Damit waren die Voraussetzungen für industrielle Ansiedlungen geschaffen worden, und zum Ende des Jahrhunderts verfügte die Stadt über mehrere Ziegeleien, darunter eine moderne Ringofenziegelei, über ein Dampfsägewerk und eine Dampfmahlmühle. Das zuvor in Friedrichshof beheimatete Lehrerseminar wurde 1884 nach Ortelsburg verlegt. 1890 hatte die Stadt ohne das noch selbständige Beutnerdorf 2885 Einwohner, darunter 700 Polnischsprachige und 159 Juden. Für die polnischsprachige Minderheit wurde 1910 die „Bank Mazurski“ gegründet. 1913 wurde Beutnerdorf eingemeindet; die neuformierte Stadt hatte nun über 8000 Einwohner.
Ortelsburg wurde Ende August 1914 von russischen Truppen fast vollständig zerstört. Der Wiederaufbau der zwischen dem 27. und 30. August 1914 vernichteten 160 Wohn- und 321 Wirtschaftsgebäude wurde noch während des Krieges mit Unterstützung der Partnerstädte Berlin und Wien begonnen. Ein Entwurf des Wiener Architekten Josef Hoffmann für den Bau eines Rathauses wurde nicht umgesetzt; stattdessen erhielt Ortelsburg 1938 ein Rathaus nach den Plänen von Kurt Frick, das seit 1991 unter Denkmalschutz steht. Erste Planungen von Bruno Möhring flossen ebenfalls in den Wiederaufbau ein.
Wie im Versailler Vertrag festgelegt, stimmten die Einwohner im Abstimmungsgebiet Allenstein am 11. Juli 1920 über die Zugehörigkeit zu Ostpreußen oder Polen ab. In Ortelsburg votierten 5336 gegen 15 Stimmberechtigte für den Verbleib bei Ostpreußen. Im November 1923 (Hyperinflation) plünderten (wie auch in Freystadt und Neidenburg) zahlreiche Einwohner die Geschäfte jüdischer Kaufleute. In der Zwischenkriegszeit den beiden Weltkriegen verzeichnete Ortelsburg einen beachtlichen Anstieg der Einwohnerzahlen (1925 10.357 und 1939 13.523 Einwohner).
Im Zweiten Weltkrieg war Ortelsburg zeitweise Hauptquartier des Generalstabs der Heeresgruppe Mitte.
Im Januar 1945 eroberte die Rote Armee Ortelsburg und unterstellte es im März 1945 der Verwaltung der Volksrepublik Polen. Diese unterzog die nach Evakuierung, Flucht und Abtransport in sowjetische Lager noch vorhandenen Einwohner einer „Verifizierung“, in deren Ergebnis sie die polnische Staatsangehörigkeit annehmen mussten. Von rund 70.000 Bewohnern des Kreisgebiets im Jahr 1939 war das bei knapp 14.000 möglich und entsprach dem Durchschnitt. Das jetzt polnische Land verlor infolge von Flucht und Vertreibung der Deutschen aus den deutschen Ostgebieten rund 80 Prozent seiner bisherigen Bewohner. Ortelsburg erhielt den polnischen Namen Szczytno, nach polnischen Quellen in Anlehnung an die lateinische Form von Haussee (sciten).

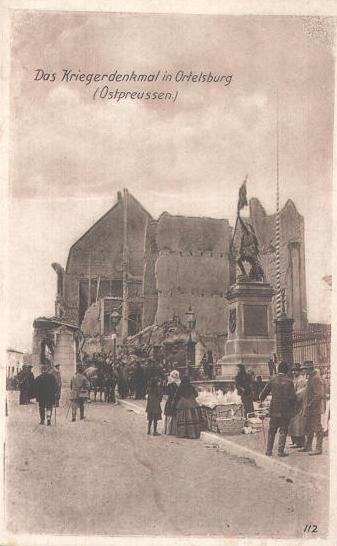
Ortelsburg 1914 mit Kriegerdenkmal 1870/71
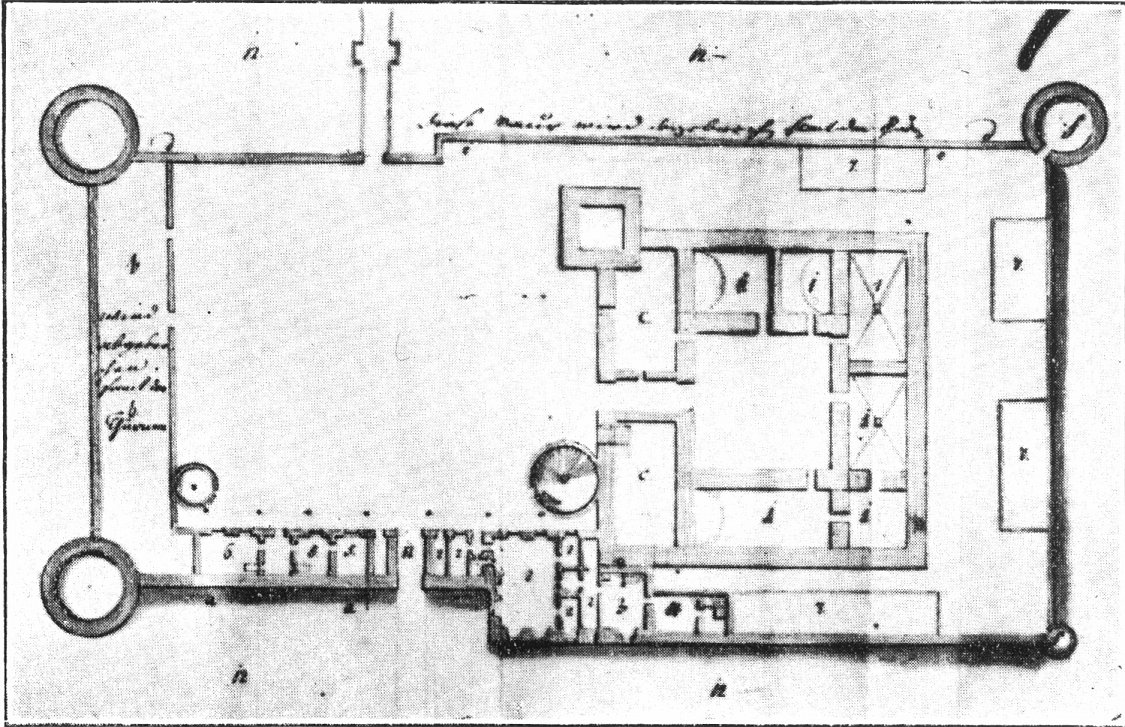
Grundriss der ehemaligen Ordensburg
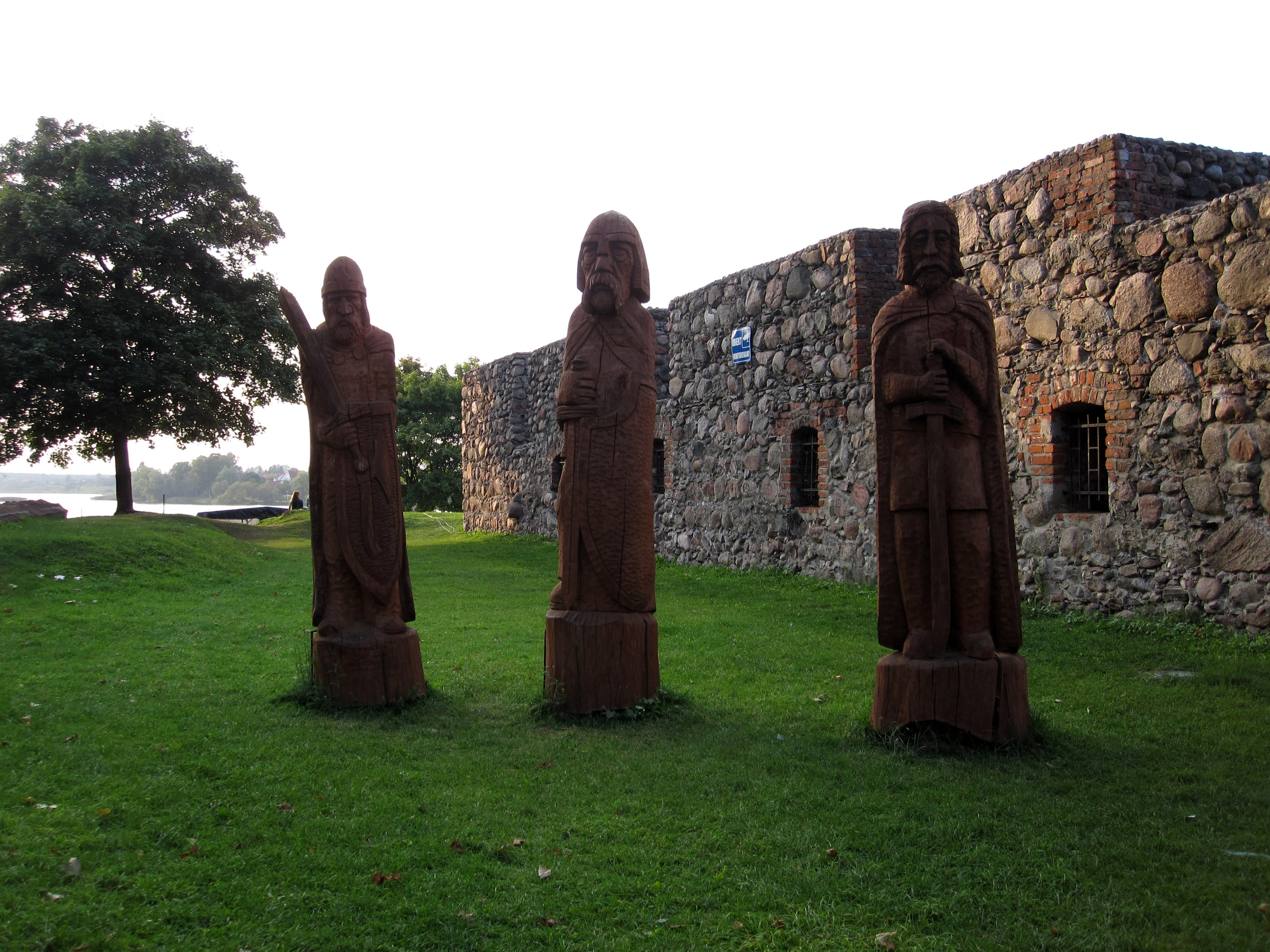
Ruine der Ordensburg
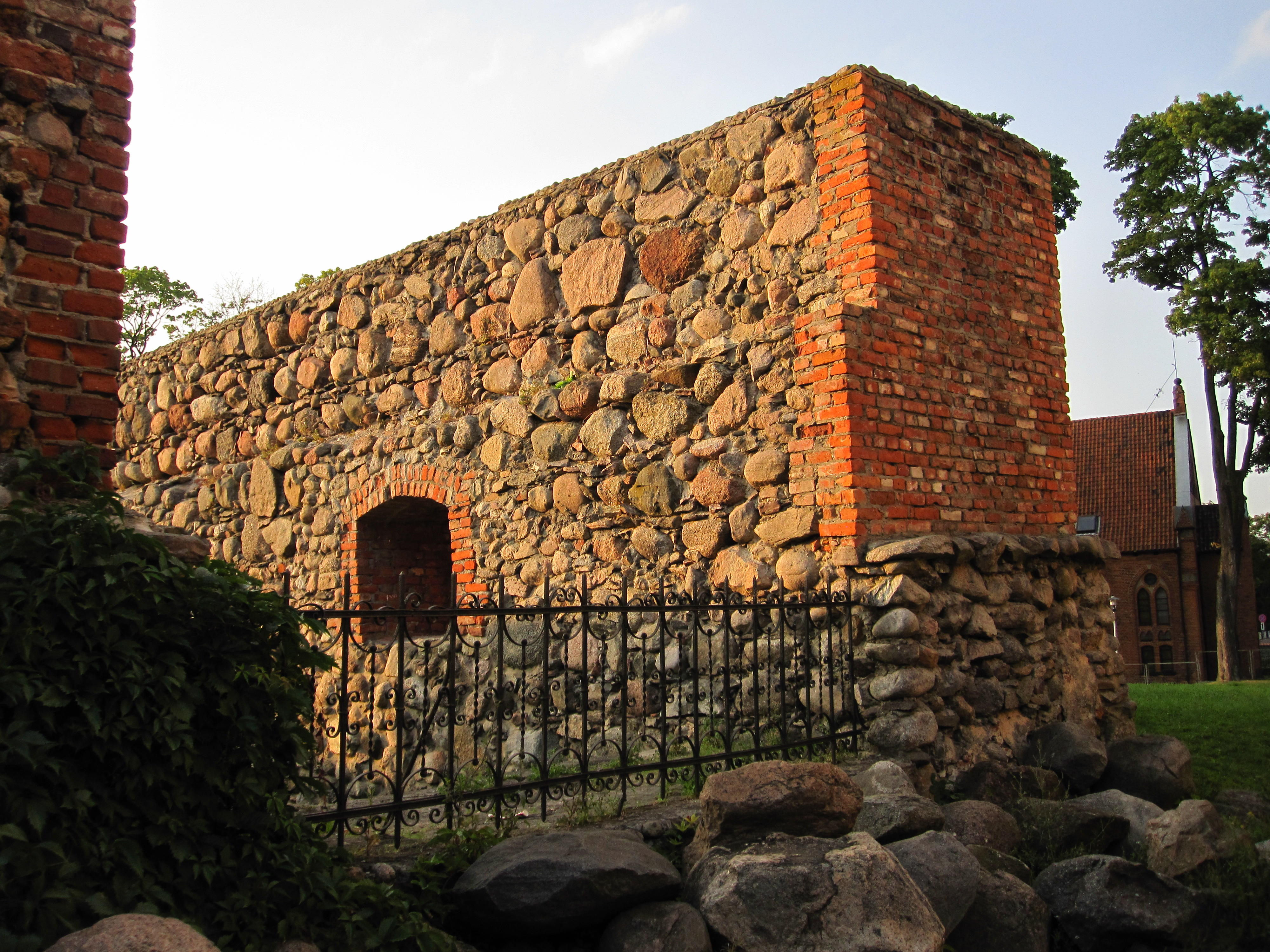
Ruinen der Ordensburg
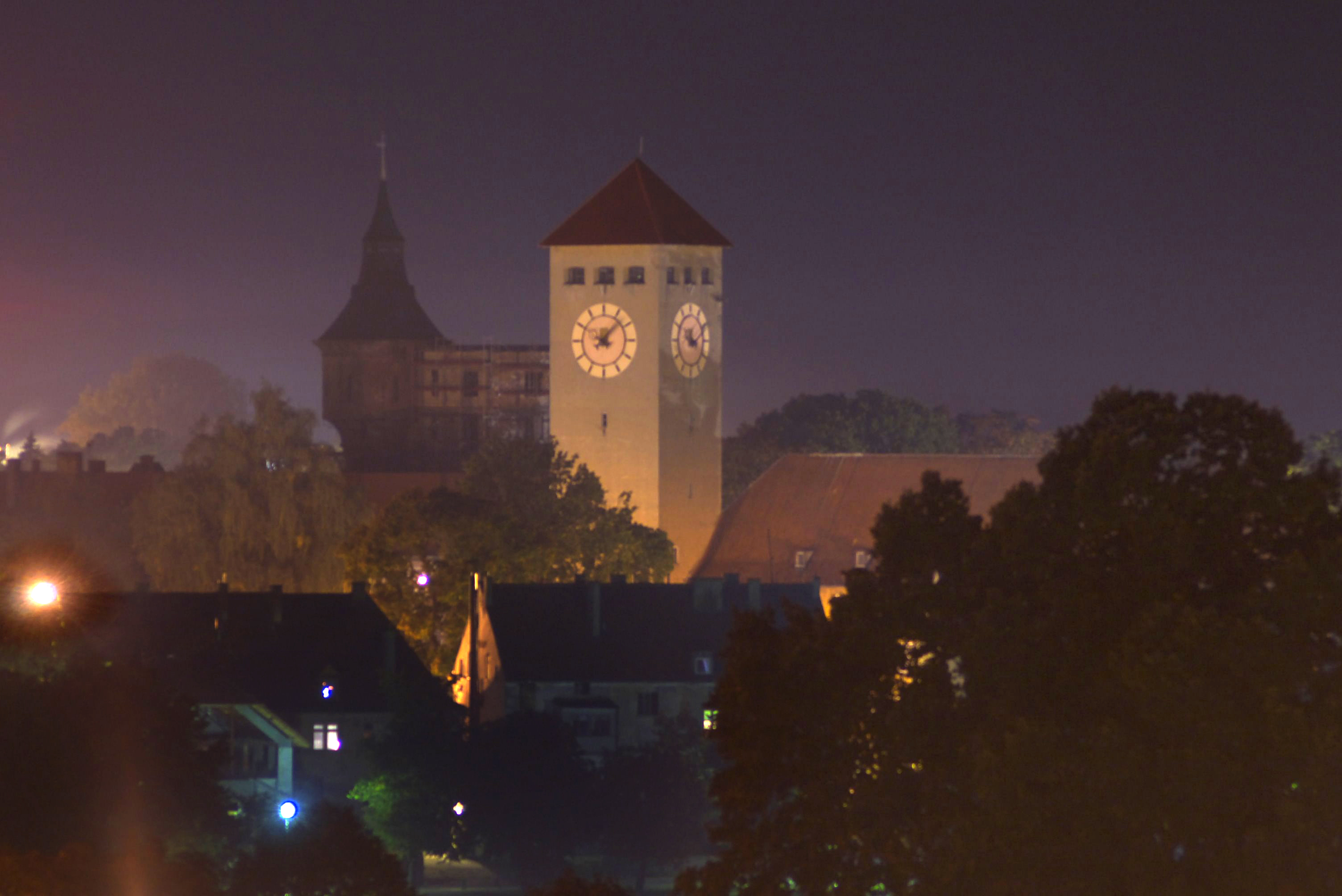
Rathaus bei Nacht

### Demographie

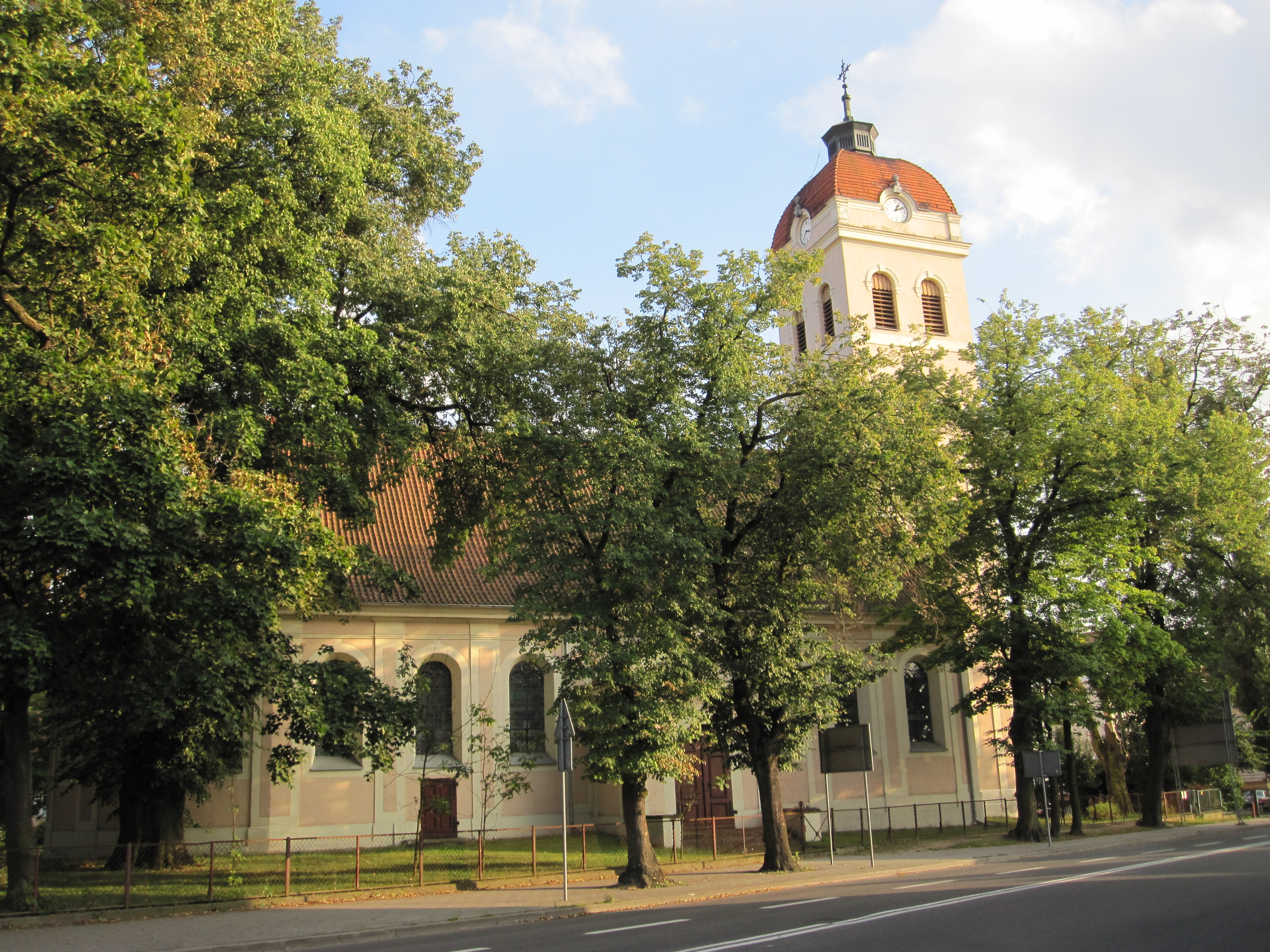
Die evangelische Kirche in Szczytno

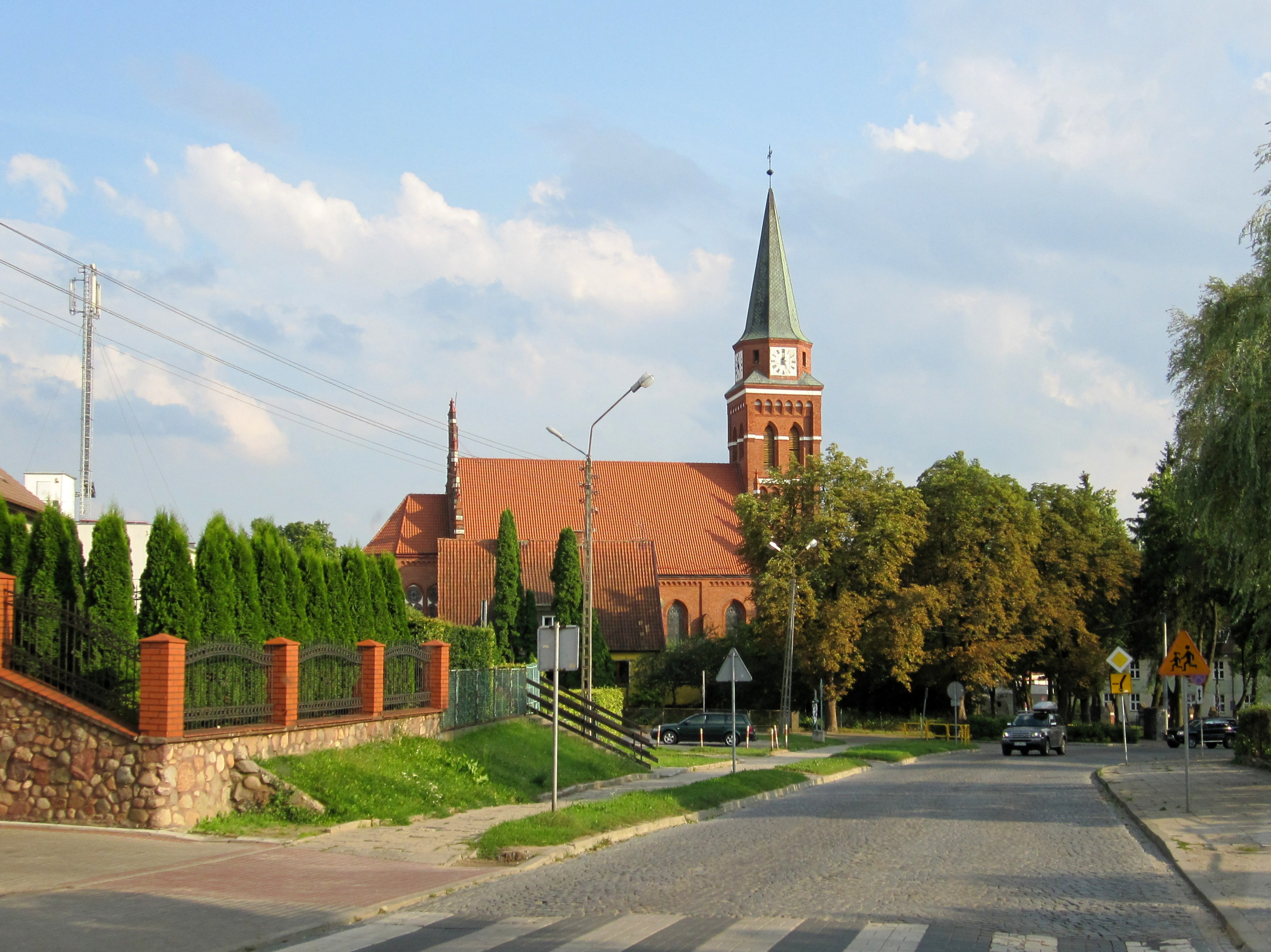
Die katholische Marienkirche in Szczytno

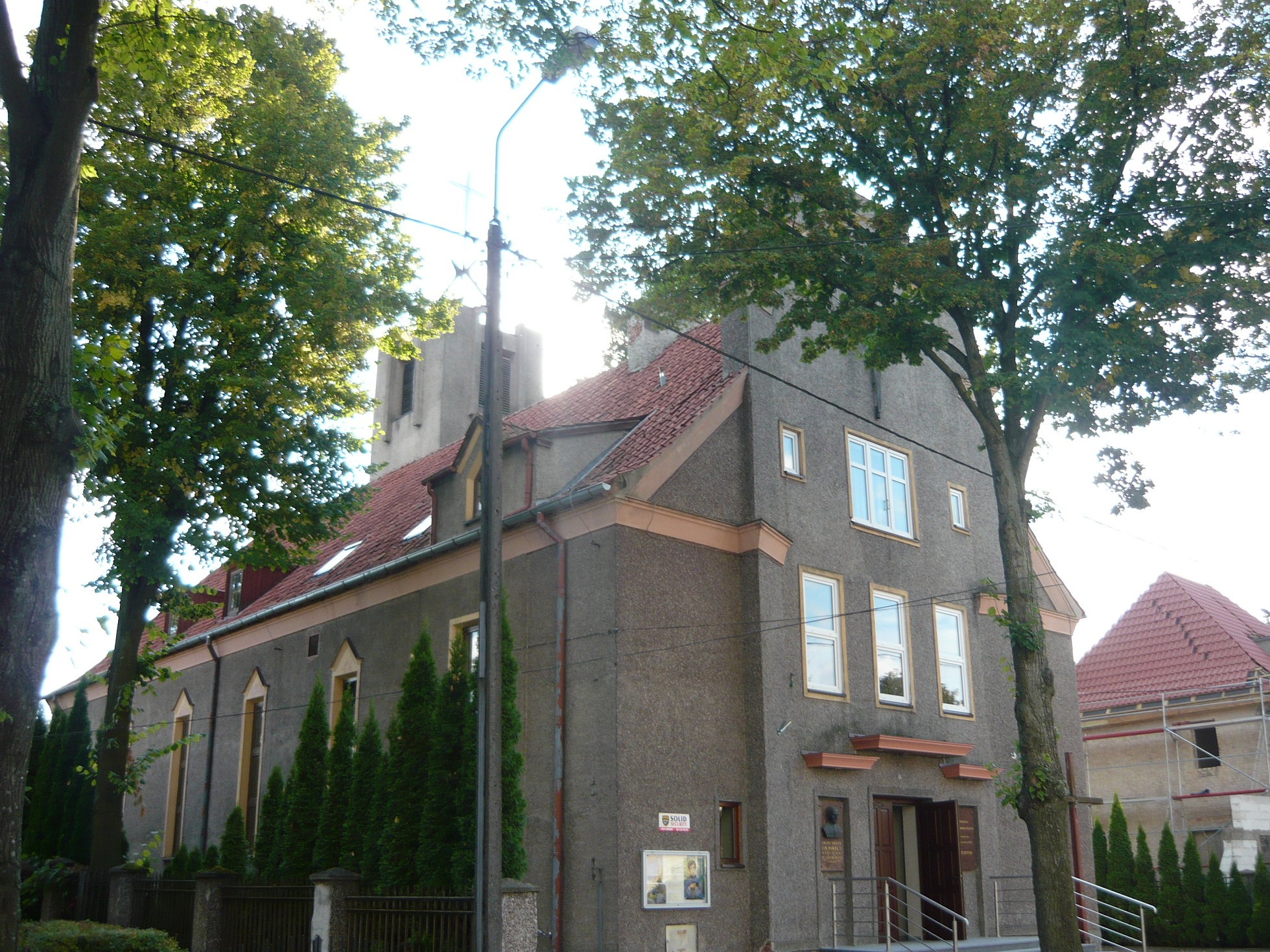
Katholische Stanislaus-Kotska-Kirche (ehemals neuapostolisch)

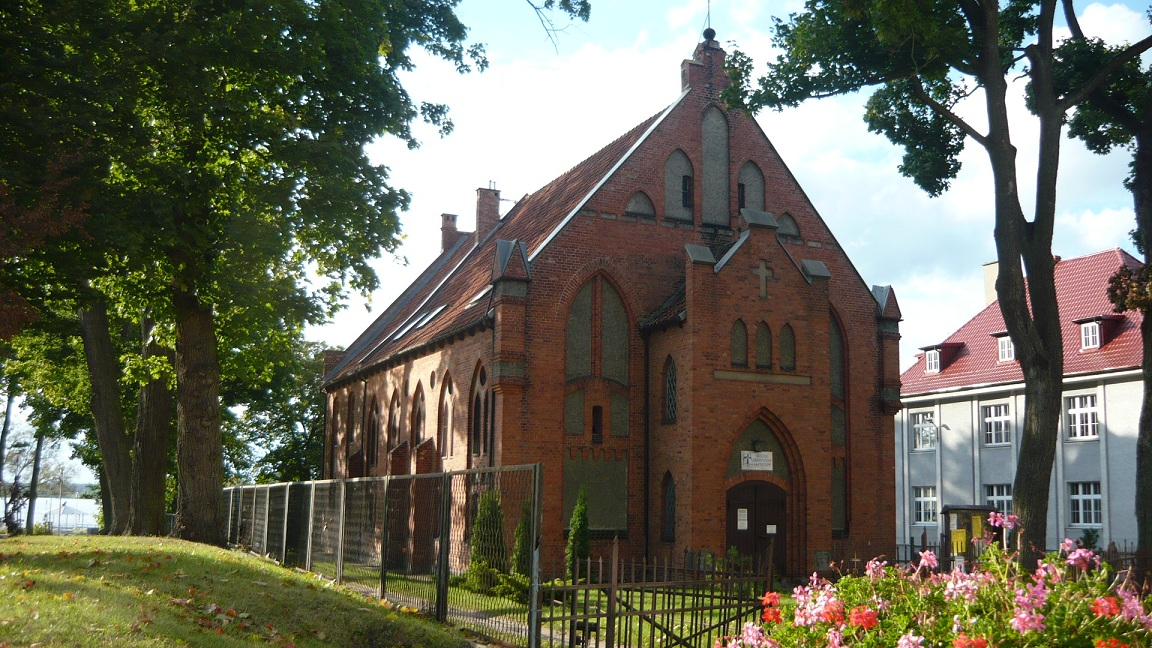
Baptistenkapelle

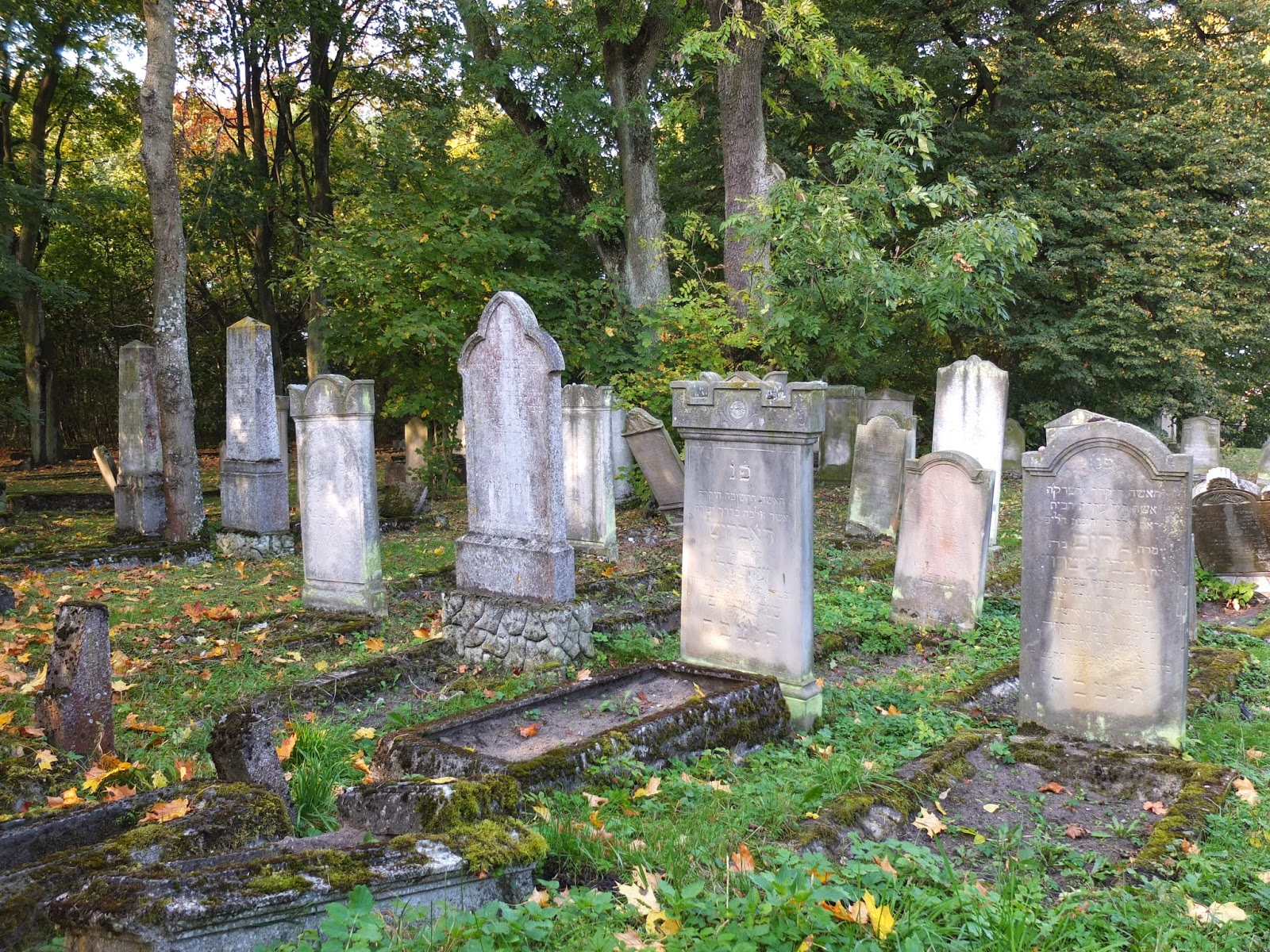
Der jüdische Friedhof in Szczytno

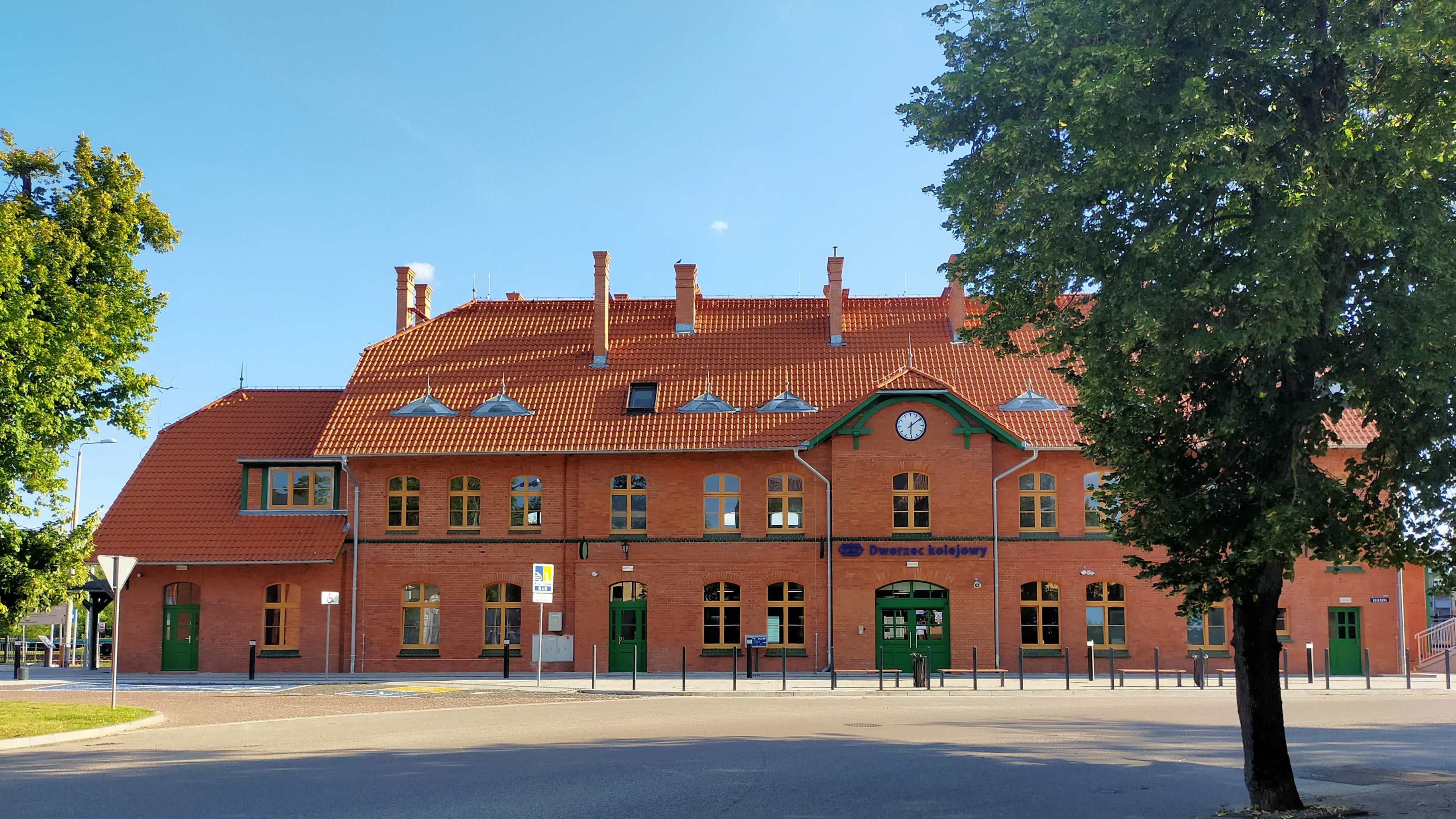
Bahnhof Szczytno

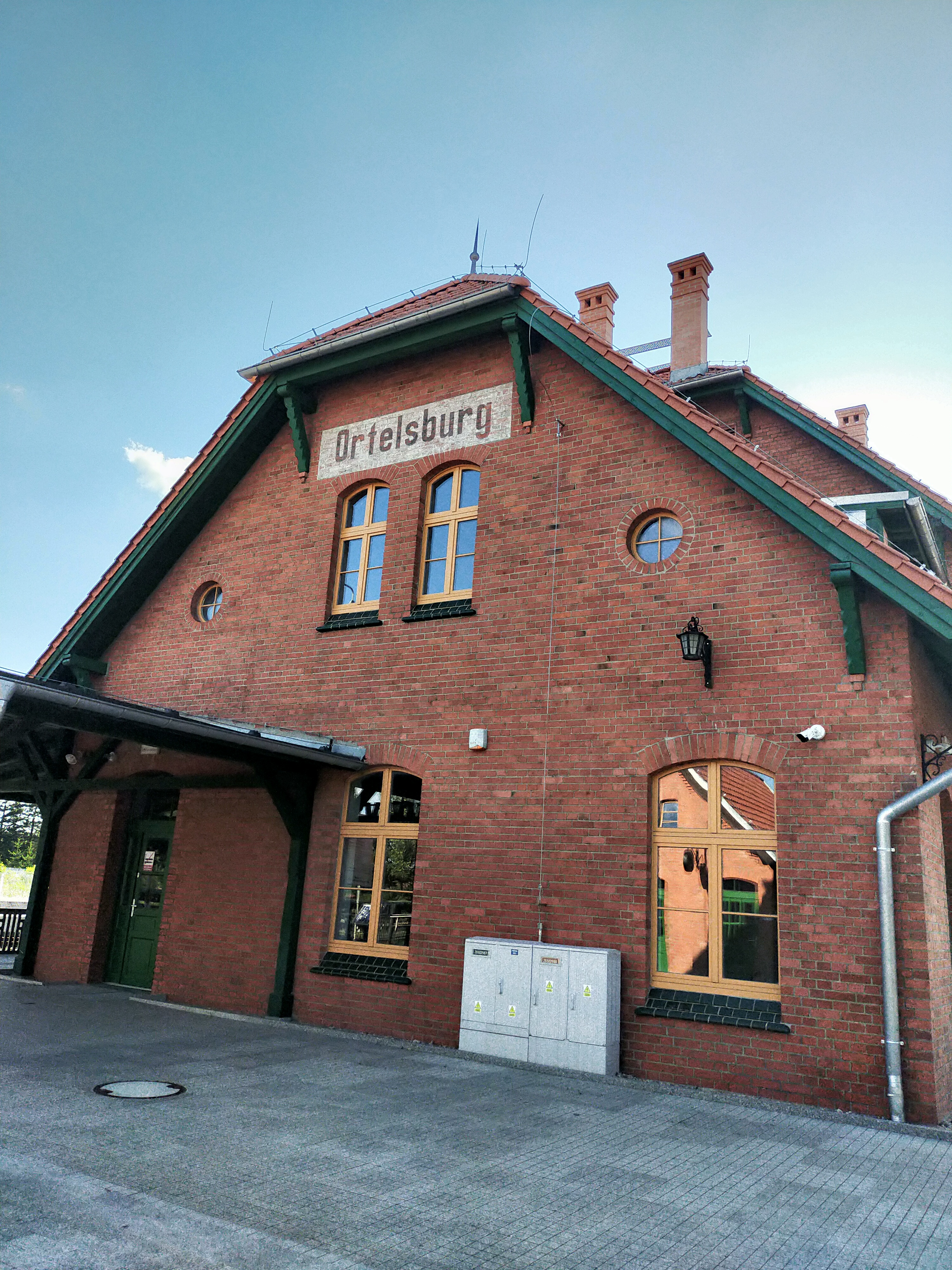
Historische Ortsbezeichnung „Ortelsburg“ am Bahnhof

| Jahr | Einwohnerzahl | Anmerkungen |
| ---- | ------------- | --- |
| 1782 | über 1.000000 | in 131 Haushaltungen, ohne die aus einer Schwadron Husaren bestehende Garnison |
| 1802 | 01.109        | [ 9 ] |
| 1810 | 01.019        | [ 9 ] |
| 1816 | 01.271        | davon 1.157 Evangelische, 97 Katholiken, 17 Juden |
| 1821 | 01.443        | in 143 Privatwohnhäusern |
| 1831 | 01.477        | zur Hälfte polnische und zur Hälfte deutsche Bevölkerung |
| 1875 | 01.980        | [ 11 ] |
| 1880 | 02.146        | [ 11 ] |
| 1890 | 02.858        | davon 195 Katholiken und 159 Juden (700 Polen) |
| 1905 | 05.079        | mit der Garnison (ein Jägerbataillon Nr. 1 und eine Maschinengewehrabteilung Nr. 1), meist Evangelische |
| 1910 | 05.478        | am 1. Dezember, davon 4.553 Evangelische, 450 Katholiken, 171 sonstige Christen und 123 Juden (4.617 mit deutscher, 347 mit polnischer und 333 mit masurischer Muttersprache, 167 Einwohner benutzen die deutsche und eine andere Sprache) |
| 1925 | 10.357        | davon 9.031 Evangelische, 1.019 Katholiken, 12 sonstige Christen und 145 Juden |
| 1933 | 12.251        | davon 10.790 Evangelische, 1.201 Katholiken, keine sonstigen Christen und 112 Juden |
| 1939 | 13.523        | davon 11.424 Evangelische, 1.398 Katholiken, 254 sonstige Christen und 27 Juden |
| 2012 | 25.030        | |
| 2020 | 22.795        | [ 14 ] |

## Religionen

### Christentum
Eine christliche Kirche wurde in Ortelsburg bereits in der Ordenszeit gegründet und durch einen Kirchenbau im Jahre 1483 manifestiert. Mit Einführung der Reformation in Ostpreußen setzte sich hier die evangelisch-lutherische Lehre durch. Seit 1945 ist in der Stadt die römisch-katholische Konfession vorherrschend.

#### Evangelische Kirche
Das evangelische Kirchengebäude wurde 1717 bis 1719 auf den Fundamenten der einstigen Ordenskirche errichtet. Es handelt sich um einen verputzten Bau mit vorgelegtem Westturm. Der barocke Altar von 1719 stammt wohl aus einer Werkstatt in Danzig, ebenso die in gleicher Zeit angefertigte Kanzel. Die heutige Orgel ersetzt ein Werk der Orgelbauwerkstatt Terletzki.
Nach einem Brand am 10. Oktober 1970 wurde die Kirche zwischen 1972 und 1973 renoviert.
1939 zählte die Kirchengemeinde alleine im Stadtgebiet 11.424 Gemeindeglieder, zu denen noch die in den Kirchspielorten hinzu kamen. Die Pfarrei war bis 1945 dem Superintendenturbezirk Ortelsburg des Kirchenkreises Ortelsburg in der Kirchenprovinz Ostpreußen der Kirche der Altpreußischen Union zugeordnet. Damals versahen drei Geistliche gleichzeitig hier ihren Dienst. Heute ist Szczytno wieder eine eigene Pfarrei. Sie ist mit ihrer Filialkirche in Rańsk Teil der Diözese Masuren der Evangelisch-Augsburgischen Kirche in Polen. Es gibt einen eigenen Friedhof der evangelischen Kirche, der schon vor 1945 bestand.
Ortelsburg war von 1818 bis 1945 Sitz und Namensgeber für einen Kirchenkreis. Er war zuletzt in zwei Superintendenturbezirke aufgeteilt, in die insgesamt 16 Kirchengemeinden eingegliedert waren:
- Superintendenturbezirk Ortelsburg
  - Flammberg
 (bis 1904: Opalenietz)
  - Friedrichshof
  - Fürstenwalde
  - Gawrzialken (1928–1945: Wilhelmsthal)
  - Groß Schiemanen
  - Lipowitz (1933–1945: Lindenort)
  - Ortelsburg
  - Willenberg
- Superintendenturbezirk Passenheim
  - Groß Schöndamerau
  - Klein Jerutten-Schwentainen (1938–1945: Altkirchen)
  - Kobulten
  - Mensguth
  - Passenheim
  - Puppen
  - Rheinswein
  - Theerwisch-Jablonken (1938–1945: Wildenau)

#### Römisch-katholische Kirche
In der Stadt Szczytno gibt es heute fünf katholische Kirchengebäude:
Die Pfarrkirche „Mariä Himmelfahrt“ (polnisch Wniebowzięcia Najświętszej Maryi Panny) im Stadtteil Beutnerdorf wurde 1898 bis 1899 in neogotischem Stil errichtet. Das Gotteshaus verfügt über eine bemerkenswerte Innenausmalung sowie neogotische Ausstattung aus der Erbauungszeit.
Die Pfarrkirche „Stanislaus Kostka“ (polnisch Św. Stanisław Kostka) stammt aus den Jahren 1929 bis 1931 und war vor 1945 das Gotteshaus der neuapostolischen Gemeinde.
Die drei übrigen Kirchen („Christkönig“, „Heiligkreuz“ und „Bruder Albert“) stammen aus dem 20. Jahrhundert.
Bis 1945 gab es lediglich die Pfarrgemeinde Mariä Himmelfahrt, zu der im Jahre 1939 alleine im Stadtgebiet 1.398 Pfarrkinder neben denen im weitgestreuten Pfarrsprengel gab. Die war dem Dekanat Masuren I mit Sitz in Angerburg (polnisch Węgorzewo) im damaligen Bistum Ermland zugeordnet. Heute gehören die fünf Pfarreien zum Dekanat Szczytno.
In das Dekanat Szczytno sind acht Pfarrgemeinden einbezogen. Es sind die fünf Stadtpfarreien sowie die Landpfarren Opaleniec (Flammberg, bis 1904 Opalenietz), Szymany (Groß Schiemanen) und Wielbark (Willenberg).

#### Baptisten
Aus dem Jahre 1903 stammt die Kapelle der freikirchlichen Gemeinde der Baptisten. Sie zählte vor 1945 etwa 500 Gläubige. Auch heute ist die Kapelle wieder Gotteshaus der Baptisten, die sich im Christlich-Baptistischen Bund in der Polnischen Republik zusammengeschlossen haben.

### Judentum
Im Jahre 1939 waren in der Stadt Ortelsburg 27 Juden gemeldet. Bereits 1835 gab es in der Stadt ein jüdisches Gebetshaus. 1924 wurde es durch den Neubau einer Synagoge ersetzt. Über ihre Existenz liegen keine Erkenntnisse vor, auch nicht über jüdisches Leben heute. Der noch existierende jüdische Friedhof hält die Erinnerung an jüdisches Leben vor 1945 wach. Er wurde 1815 angelegt und gilt als der besterhaltene jüdische Friedhof in Ermland und Masuren.

## Politik

### Stadtgemeinde
Die Stadt Szczytno bildet eine eigenständige Stadtgemeinde (gmina miejska). Am 31. Dezember 2020 zählte sie 22.813 Einwohner.

### Landgemeinde
Die Landgemeinde Szczytno, zu der die Stadt selbst nicht gehört, hat eine Fläche von 346,2 km². Am 31. Dezember 2020 zählte sie 13.232 Einwohner.

### Wappen
Blasonierung: „In Silber auf grünem Boden ein roter, aus grünem Wald nach links hervorspringender Hirsch.“
Die Gemeinde erhielt erst im Jahre 1616 Stadtrechte. Ein mit 1667 datiertes Gerichtssiegel zeigt zuerst obiges Wappen, das dann auch in DER KONIGL. PR. STATD ORTELSBVRG MAGISTRATSSIEGEL steht.

### Städtepartnerschaften
Seit 1962 unterhält die deutsche Stadt Herne eine Patenschaft mit Szczytno. Seit 2008 besteht eine Partnerschaft mit dem benachbarten Herten.

## Verkehr
- In Szczytno kreuzen sich die drei Landesstraßen 53 (Olsztyn–Ostrołęka), 57 (Bartoszyce–Pułtusk) und 58 (Olsztynek–Grajewo).
- Es treffen sich die Bahnstrecken Olsztyn–Ełk und Ostrołęka–Szczytno, wobei letztere seit 1992/2002 nicht mehr befahren wird.
- Zehn Kilometer südlich der Stadt liegt der internationale Flughafen „Mazury“ Szczytno-Szymany (Groß Schiemanen).

## Söhne und Töchter der Stadt
Geordnet nach Geburtsjahr 
- Gustav von Fabeck (1813–1889), preußischer Generalleutnant
- Eugen Hahn (1841–1902), Chirurg
- Max Lichtenstein (1860–1942), Jurist und Politiker
- Friedrich „Fritz“ Freiherr von Massenbach (1861–1915), preußischer Landrat
- Julie Salinger (1863–1942), sächsische Politikerin
- Alfred Flakowski (1872–1942), Kaufmann
- Max Paul Neumann (1874–1937), Agrarwissenschaftler
- Willy Kraeuter (1876–1952), Jurist und Politiker
- Paula Türk (1881–nach 1922), Chemikerin und Politikerin
- Hans Jürgen von der Wense (1894–1966), Schriftsteller, Übersetzer und Komponist
- Hildegard Mendrzyk (1905–unbekannt), Chemikerin und Professorin
- Konrad Stephanus (1907–1987), Brigadegeneral des Heeres der Bundeswehr
- Werner Mey (1908–1985), Richter am OLG Bremen
- Horst Kopkow (1910–1996), Geheimdienstoffizier und Gestapo-Beamter
- Ingeborg Kelch-Nolde (1914–1997), Bibliothekarin und Journalistin
- Walter Polkehn (1921–1985), Politiker
- Rosemarie Rehahn (1923–2010), Filmkritikerin
- Hansjoachim Linde (1926–2020), Arzt und Generaloberstabsarzt
- Richard Anders (1928–2012), Schriftsteller
- Gerhard Scheumann (1930–1998), Filmregisseur
- Christine Laszar (1931–2021), Schauspielerin
- Werner Sumowski (1931–2015), Kunsthistoriker
- Klaus Kilimann (1938–2024), Politiker
- Krzysztof Kokoryn (* 1964), Maler und Trickfilmer
- Waldemar Kobus (* 1966), Schauspieler
- Sigrid Nikutta (* 1969), Managerin (BVG, DB)

## Ehrenbürger
- Otto von Bismarck (1815–1898), Politiker und Staatsmann